# Progetto di monitoraggio dell'ambiente costiero
Il Progetto di monitoraggio dell'ambiente costiero (Progetto  MAC), proposto da ricercatori del DIPTERIS (Università degli Studi di Genova), DISMAR (Università Politecnica delle Marche), CIRSA (Università di Bologna) e dalla commissione scientifica di Biologia marina della FIAS, nasce nel 2006 dal desiderio di numerosi subacquei di contribuire alla ricerca scientifica per una migliore tutela della flora e della fauna dei nostri mari.

## Dettagli
Il progetto prevede il coinvolgimento di subacquei sportivi per il periodico censimento visivo delle specie animali e vegetali presenti in siti selezionati e per la rilevazione della temperatura dell'acqua lungo il profilo dell'immersione: un dato molto importante ma difficile da ottenere senza una misura diretta.
La rete di lavoro, coordinata dalla commissione scientifica, prevede l'attiva partecipazione di Referenti Territoriali, in genere istruttori subacquei o appassionati che hanno ricevuto un'opportuna preparazione dopo un breve corso. Questi referenti hanno il compito di promuovere il progetto e coordinare l'attività a livello locale.
Lo scopo del progetto è quello di ampliare le conoscenze sulla distribuzione di alcune specie di particolare interesse ecologico, analizzare le variazioni dell'ambiente sul medio e lungo periodo e raccogliere dati di temperatura dell'acqua.

## Specie censite

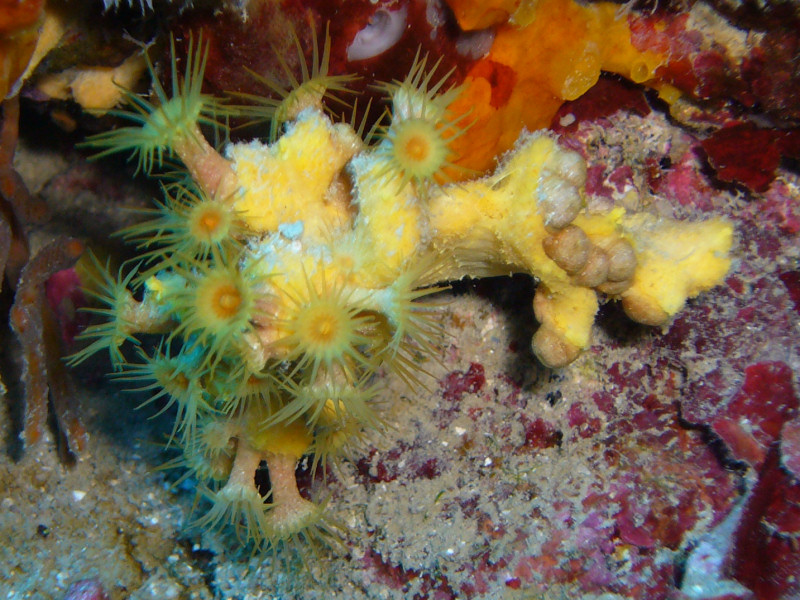
Parazoanthus axinellae

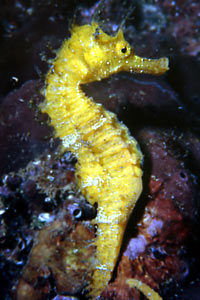
Hippocampus guttulatus

### Piante
- Caulerpa racemosa
- Caulerpa taxifolia

### Animali
Celenterati 
- Astroides calycularis
- Parazoanthus axinellae
- Gerardia savaglia
- Leptosammia pruvoti
- Corallium rubrum
- Eunicella singularis
- Eunicella verrucosa
- Eunicella cavolinii
- Paramuricea clavata
- Cladocora caespitosa
- Balanophyllia europaea

 Molluschi 
- Pinna nobilis
- Arca noae

 Spugne 
- Ircinia spp.
- Axinella spp.
- Aplysina spp.
- Geodia cydonium
- Tethya spp.

 Crostacei 
- Palinurus elephas

 Echinodermi 
- Paracentrotus lividus

 Cordati 
Ascidie
- Microcosmus spp.

Pesci ossei
- Hippocampus spp.